# Lars Forssell

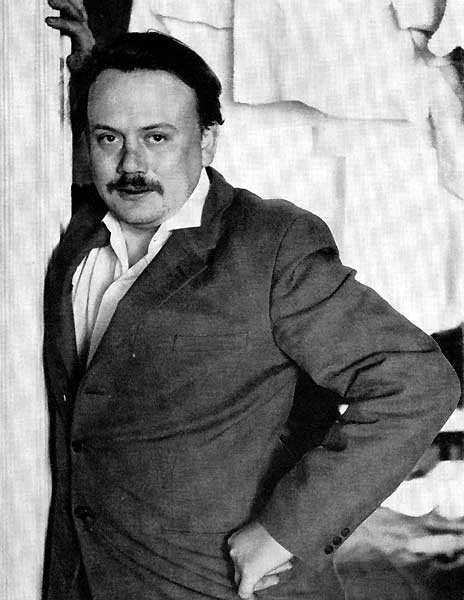

Lars Hans Carl Abraham Forssell (Estocolmo 14 de enero de 1928 - Estocolmo 26 de julio de 2007);  fue un poeta y escritor  sueco,  miembro de la Academia Sueca.

## Biografía
Lars Forssell nació en Estocolmo, Suecia en 1928. Asistió a una escuela primaria local llamada Kungsholms Folkskola que a principios del siglo XX fue considerada la escuela primaria más grande del mundo. La escuela tenía una capacidad de 3.800 alumnos, aunque no todos ellos asistían diariamente, sino por turnos, como señalan las estadísticas existentes en el Museo de la Ciudad de Estocolmo, que establecen que el número total de alumnos matriculados anualmente era de más de 6.000.
Estudió en los Estados Unidos durante la década de 1940 y regresó a Suecia para estudiar una carrera en la Universidad de Upsala. 
En 1951 se casó con  Kerstin Hane, y fue padre de Jonas y Malte Forssell. Desde  1952 se dedicó al periodismo cultural, colaborando con diversos diarios y revistas suecas ( Utsikt , Bonniers Litterära Magasin , Poesi , Dagens Nyheter y Expressen ). También fue letrista de shows de cabaret y de sus propios espectáculos de revista, incluyendo la obra "Två åsnor" (Un par de burros), que se montó en 1957 en Gotemburgo. En 1966 fue miembro del jurado en el 160 Festival Internacional de Cine de Berlín. 
Sus obra poética le llevó a ser miembro de la Academia Sueca en 1971, mientras que las letras de sus canciones le otorgaron el reconocimiento público generalizado. Durante la década de 1970 se ocupó de manera inapelable a escribir poesía y a ser letrista de canciones.
Fue galardonado con el Premio Bellman en los años 1968 y 1981, con el Litteris et Artibus en 1993 y con el premio nórdico de la Academia Sueca en 1998. Sus trabajos incluyen antologías de poesía, libros de letras de canciones, libros infantiles, obras de teatro, libretos de ópera  y traducciones. Lars Forssell murió en Estocolmo en 2007.

## Obra
Poesía
- Ryttaren och andra dikter, (El Jinete y otros poemas), 1949
- Narren, (El Hazmerreír), 1952
- Telegram, 1957
- En kärleksdikt, (Un poema de amor) 1960, 1993
- Röster, (Voces), 1964
- Ändå, (Aun así), 1968
- Det möjliga, (Lo posible), 1974
- Dikter, (Poemas),1975
- Stenar, (Piedras), 1980
- Poesi, 1986
- Sånger, (canciones), 1986,
- Förtroenden, (La confianza), 2000

- Datos: Q1806201
- Multimedia: Lars Forssell / Q1806201